# Tipula (Savtshenkia) cheethami
Tipula (Savtshenkia) cheethami is een tweevleugelige uit de familie langpootmuggen (Tipulidae). De soort komt voor in het Palearctisch gebied.